# Der von Suonegge
Der von Sounegge (Žovneški) je vzdevek po imenu nepoznanega liričnega viteškega pesnika, ki je sredi 13. stoletja pisal pesmi v nemščini. 

## Življenje
Vzdevek oziroma priimek Der von Sounegge po navadi prevajamo kot Žovneški, kar bi pomenilo, da je pesnik pripadal rodbini, ki kasneje postane poznana z imenom  Celjski grofje. Do nenavadne pisave z uo v strokovni literaturi je prišlo zato, ker je v rokopisu ta dvoglasnik zapisan s črko u in krožcem oz. črko o nad njim. Navadno se to v moderni pisavi razreši v ou, vendar pa so v izvirnih avstrijskih rokopisih (od koder je bilo ime prevzeto za rokopis C) s tem znakom označevali tudi glas uo. Zatorej bi bilo bolj prav, ko bi tega pesnika imenovali von Sounegge, kakor to še pišejo starejši literarni zgodovinarji. Običajno je mnenje, da gre za Konrada I. ali enega od njegovih sinov Konrada II., Ulrika I., Liutpolda ali Gebharda III. Vendar leta 1255 Gebharda III. najdemo kot zastopnika Žovneških, saj naj bi bili njegovi bratje še mladoletni, torej so Konrad II., Liutpold III. in Ulrik I. manj verjetni kandidati. Tudi sicer je med vsemi kandidati najverjetneje prav Konrad I. istoveten z viteškim lirikom. Ta Konrad je namreč res živel sredi 13. stoletja, poleg tega pa je živel tudi pravo viteško življenje – leta 1224 sta z bratom Litupoldom II. nastopila na viteškem turnirju v Brežah, ki ga je priredil potujoči vitez in pesnik Ulrik Lichtensteinski. Kakorkoli že- vzdevek oziroma priimek Der von Sounegge se morda sploh ne nanaša na Žovneške, ampak na lastnike koroškega gradu Ženek (Junek) v Podjuni. Ohranila se je tudi pesnikova podoba- na miniaturi je naslikan z grofovsko krono, lovskim rogom in psi, ki so že ujeli bežečega jelena, na podobi pa je tudi nenavaden grb z vbočenim štirikotom in tak grb ni značilen za Žovneške, verjetno je fantazijskega izvora.

## Delo
V rokopisu C so pod imenom  Der von Suonegge zapisane tri pesmi, kar pa seveda ne pomeni, da jih ni spesnil več. Njegove pesmi v okviru minnesanga sodijo v hohe minne in ga je treba uvrstiti v koncept tako imenovane »visoke ljubezni«. Te vrste pesmi so v svojem bistvu nekoliko turobno popisovanje neuslišane ljubezni do plemiške dame, ki je na hierarhični lestvici fevdalne družbe precej višje kot njen oboževalec, kateri je iz najnižjega sloja, namreč iz stanu vitezov. Pesnik uporablja preizkušeni inventar minnesanga, svoje mojstrstvo pa kaže  v odličnem obvladovanju zapletene oblike, v čemer ne zaostaja za klasiki. Žovneški je najverjetneje tudi dobro poznal druge pesnike Pesnik uporablja preizkušeni inventar minnesanga, svoje mojstrstvo pa kaže  minnesangaPesnik uporablja preizkušeni inventar minnesanga, svoje mojstrstvo pa kaže v naslanjanje na pesmi Heinricha von Morungena.
Ohranjene tri pesmije v slovenščino prevedel Anton Janko, in ki so bile ohranjene v Velikem Heidelberškem rokopisu. V njih pesnik v nekoliko elegičnem tonu opeva svojo ljubljeno gospo, ki je zaradi visokega rodu zanj nedosegljiva.  Gre torej bolj za tematiko visoke duhovne ljubezni. Toda obenem so pesmi tudi čutne: 
Tretja pesem Žovneškega Vil süeziu minne, du hâst mich betwungen, daz ich muoz singen der vil minnechlîchen je elegična izjava o neuslišani ljubezni. Posebej izstopa po zapleteni sestavi in naravnost virtuozni arhitekturi, ki je vanjo vgrajenih veliko retoričnih figur, pa tudi po čisti rimi. Refren v triktratni ponovitvi naravnost sili v misel o izjemnih lastnostih opevane dame. Dami pesnik pripisuje angelsko čistost in ob tej ugotovitvi retorično sprašuje. Ko jo je uzrl prvič je zanjo mislil, da je angel (beseda se pojavi dvakrat), in bil prepričan, da ga bo obogatila z vsemi radostmi. V resnici ga je pahnila v veliko žalost in nesrečo.
Ljubezen moja sladka, ti me siliš,
da moram Nji, ljubezni vredni, peti,
in ko se skoz oči v srce mi vsiliš,
storiš, da moram le po Nji hlepeti
do dna srca, ljubezni temelja.
Edino Bog izmisliti si zna
ta ljubki smeh, ta rdeča usteca. 

## Aktualna recepcija
- Na Avstrijskem Štajerskem obstajajo tako imenovane literarne poti do različnih štajerskih pesnikov srednjega veka. V letu 2015 sta se v krajih Žiče in Braslovče odprle dve novi literarni poti. Eden izmed obravnavanih literatov je der von Suonegge oziroma Žovneški, medtem ko je druga literarna pot posvečena srednjeveškemu lirik Filipu Žičkemu.
- Spomladi leta 2015 je bila izdana antologija po literarnih poteh in njihovih lokacijah v katero je bila vkljjučena tudi lirika srednjeveškega pesnika Žovneškega. To delo je bilo izdano v zbirki del Mediävistik zwischen Forschung, Lehre und Öffentlichkeit profesorja srednjeveških študij v Grazu, Wernfrieda Hofmeisterja.